# Gomphrena oroyana
Gomphrena oroyana är en amarantväxtart som beskrevs av Paul Carpenter Standley. Gomphrena oroyana ingår i släktet klotamaranter, och familjen amarantväxter. Inga underarter finns listade i Catalogue of Life.